# Rajiwka (obwód charkowski)
Rajiwka (ukr. Раївка) – wieś na Ukrainie, w obwodzie charkowskim, w rejonie kupiańskim. W 2001 liczyła 278 mieszkańców, spośród których 261 posługiwało się językiem ukraińskim, a 17 rosyjskim.